# Adolphe Le Prince
Adolphe Le Prince (noviembre de 1872-20 de agosto de 1901) fue un actor improvisado inglés. Apareció en La escena del jardín de Roundhay, un breve corto de dos segundos filmado por su padre el inventor Louis Le Prince, en el jardín de la casa de sus abuelos maternos, en Leeds, en octubre de 1888, y la primera película que se conserva de la historia.
En 1898, Le Prince compareció como testigo de la defensa en un pleito iniciado por Thomas Edison contra la American Mutoscope Company. Le Prince testificó sobre los inventos de su padre desaparecido misteriosamente, Louis Le Prince, refutando la afirmación de Edison de ser el inventor de la cinematografía y, por tanto, de tener derecho a derechos de autor por el uso del proceso.

## Muerte
En 1901, Le Prince fue encontrado muerto por una herida de bala en la cabeza en las cercanías de Point O' Woods en Fire Island, Nueva York, Estados Unidos. Había estado cazando patos en la zona. El veredicto oficial fue suicidio.

## Filmografía
| Año  | Título                           | Papel                          | Notas |
| ---- | -------------------------------- | ------------------------------ | ----- |
| 1888 | La escena del jardín de Roundhay | Él mismo                       | Corto |
| 1888 | El acordeón                      | acordeonista                   | Corto |
| 2015 | The First Film                   | Él mismo (material de archivo) |       |